# Липовляни
Липовляни (хорв. Lipovljani) — община с центром в одноимённом посёлке в центральной части Хорватии, в Сисацко-Мославинской жупании. Население общины 3455 человек (2011), население посёлка — 2260 человек. В состав общины кроме административного центра входят ещё 3 деревни.
Община отличается довольно разнородным национальным составом, по итогам переписи 2011 года хорваты составляли 87,47 % населения общины, украинцы — 4,28 %, словаки — 3,07 %, чехи — 2,55 %, сербы — 0,98 %. В посёлке открыто культурное общество Союза русинов и украинцев Хорватии.
Посёлок Липовляни расположен в регионе Мославина на Посавской низменности примерно в 6 км к северо-западу от города Новска. Рядом с посёлком есть железнодорожная станция на линии Загреб — Славонски-Брод — Винковцы, а также проходит автомагистраль A3.
Треть территории общины расположена на территории природного парка Лоньско поле.